# 2046 (film)
2046 è un film del 2004 scritto e diretto da Wong Kar-wai.
È il sequel di Days of Being Wild e In the Mood for Love e segue le vicende di Chow Mo-wan dopo la relazione con Su Li-zhen (mostrata in In the Mood for Love), mischiato ad alcuni elementi di fantascienza.

## Trama
Uno scrittore, distrutto dalla delusione di aver perso l'unico amore della sua vita, cerca nella memoria e nelle altre donne brandelli della donna che non avrà mai più. 2046 è un posto, un tempo, un libro, il numero di una camera d'albergo, la stessa in cui Tony Leung e Maggie Cheung si vedevano in In the Mood for Love.

## Produzione
Per completare il film ci sono voluti quattro anni, poiché all'epoca la produzione fu chiusa a causa dell'epidemia di SARS nel marzo 2003.
Tra gli attori spiccano le prove di Tony Leung, Faye Wong, Takuya Kimura e Zhang Ziyi, oltre alle brevi apparizioni di Maggie Cheung (protagonista di In the Mood for Love) e Gong Li.

## Distribuzione
Il film fu presentato in concorso al Festival di Cannes 2004, dove venne però proiettato con un montaggio non definitivo. Nella versione cinese alcune scene di sesso sono state tagliate di circa 100 secondi.

## Accoglienza
2046 ha l'87% delle recensioni positive su Rotten Tomatoes, basandosi su 119 recensioni.

## Riconoscimenti
- Nomination alla Palma d'Oro al Festival di Cannes 2004.
- Miglior attore (Tony Leung), miglior attrice (Zhang Ziyi), miglior fotografia (Christopher Doyle), migliori costumi e trucco, miglior direzione artistica e miglior colonna sonora (Shigeru Umebayashi) all'Hong Kong Film Awards 2005.
- European Film Awards per il miglior film internazionale 2004.
- Miglior film straniero ai New York Film Critics Circle Awards 2004.
- Migliore scenografia e migliore colonna sonora al Golden Horse Film Festival 2004 di Taiwan.
- Miglior film straniero al Festival internazionale del cinema di San Sebastián 2004.